# Келінешть (Дерменешть, Сучава)
Келінешть, Келінешті, Келінешть-Енаке, Келінешті-Енаке (рум. Călinești) — село у повіті Сучава в Румунії. Входить до складу комуни Дерменешть.

## Розташування
Село знаходиться на відстані 374 км на північ від Бухареста, 18 км на північний захід від Сучави, 129 км на північний захід від Ясс.

## Історія
Давнє українське село Калинівці на південній Буковині. За переписом 1900 року в селі було 127 будинків, проживали 611 мешканців (579 українців і 32 німці).

## Населення
За даними перепису населення 2002 року у селі проживали 639 осіб.
Національний склад населення села:
| Національність | Кількість осіб | Відсоток |
| -------------- | -------------- | -------- |
| румуни         | 576            | 90,1%    |
| українці       | 61             | 9,5%     |

Рідною мовою назвали:
| Мова       | Кількість осіб | Відсоток |
| ---------- | -------------- | -------- |
| румунська  | 560            | 87,6%    |
| українська | 77             | 12,1%    |